# チアン
チアン（英: Thiane）は、硫黄原子を一つ含む六員環飽和複素環式化合物。

## 合成
下図のように、1,5-ジブロモペンタンと硫化ナトリウムとの反応により、チアンと副産物の臭化ナトリウムが得られる。
{\displaystyle \mathrm {Br{-}(CH_{2})_{5}{-}Br+Na_{2}S\longrightarrow } } {\displaystyle \mathrm {C_{5}H_{10}S+2\ NaBr} }
塩基の存在下で、5-ブロモ-1-ペンタンチオールを環化させる方法もある。下図のケースでは、5-ブロモ-1-ペンタンチオールと水素化ナトリウムを反応させ、チアンと臭化ナトリウム、水素が生じる。
{\displaystyle \mathrm {Br{-}(CH_{2})_{5}{-}SH+NaH\longrightarrow } } {\displaystyle \mathrm {C_{5}H_{10}S+NaBr+H_{2}\ } }

## 構造
立方晶系の結晶構造を持ち、格子定数は869pm。

## 反応
脱離基と反応する求核剤となる。有機ハロゲン化合物は銀塩を用いて活性化できる。これをテトラヒドロチオピラン塩という。

ブロモ酢酸との反応例